# Fundació Catalunya-La Pedrera
La Fundació Catalunya-La Pedrera es una fundación surgida en 2013 bajo el protectorado de la Generalidad de Cataluña. Es la heredera de la que fuese la Caixa d'Estalvis de Catalunya, Tarragona i Manresa, una caja de ahorros conocida comercialmente como CatalunyaCaixa (CX), que a su vez surgió de la fusión de tres cajas de ahorros catalanas (Caixa Catalunya, Caixa Manresa y Caixa Tarragona).
El objetivo de la fundación es mantener el patrimonio cultural y la obra social que hasta el momento de su creación era responsabilidad de CatalunyaCaixa. Su actividad más destacada, la cual da nombre a la entidad, es la gestión y explotación turística y cultural de la Casa Milà, un edificio modernista obra de Antonio Gaudí y conocido popularmente como «La Pedrera».
Anteriormente, la fundación había sido una entidad financiera con presencia en todo el territorio nacional. En 2012, dentro del proceso de Reestructuración del sistema financiero en España, pasó a ejercer su actividad bancaria de forma indirecta a través de un banco que heredaba su marca comercial — Catalunya Banc. La caja perdió el control y cualquier vínculo con su propio banco el 17 de diciembre de 2012, cuando el FROB nacionalizó el 100% de Catalunya Banc, por lo que para poder gestionando sus actividades la caja de ahorros se transformó en una fundación especial bajo el protectorado de la Generalidad de Cataluña.

## Historia

### Constitución de CatalunyaCaixa
El 24 de marzo de 2010, tres cajas de ahorros catalanas —  Caixa Catalunya, Caixa Tarragona y Caixa Manresa — aprueban un proceso de fusión por el cual las tres cederían todos sus activos a una nueva caja de ahorros: Caixa d'Estalvis de Catalunya, Tarragona i Manresa.
La fusión se produjo en el contexto de la crisis financiera de 2008 en España, solicitando al FROB ayudas públicas por valor de 1.250 millones de euros para llevar a cabo la operación. Inicialmente, a la fusión tenía previsto que se sumara Caixa Girona, pero decidió descolgarse del proceso de fusión.
La nueva caja de ahorros adquirió la marca comercial de «CatalunyaCaixa», por lo que todas las oficinas y comunicaciones de las antiguas cajas quedaron unificadas en la nueva marca. El plan de integración también preveía un recorte de 395 oficinas y la reducción de la plantilla en 1.300 trabajadores por la vía de prejubilaciones y bajas incentivadas.

### Segregación del negocio bancario en Catalunya Banc
Un año después de la constitución de CatalunyaCaixa, el Gobierno de España estableció nuevas exigencias para las cajas de ahorro, las cuales debían pasar a gestionar su actividad financiero de forma indirecta. En este contexto, CatalunyaCaixa creó un banco llamado Catalunya Banc y en el que segregó su negocio bancario. 
La nueva estructura del tándem caja-banco quedaría de tal forma que la caja de ahorros se encargaría exclusivamente de mantener la obra social y el patrimonio cultural, obteniendo el capital necesario para ello se de los dividendos por beneficio que obtenidos de Catalunya Banc, al ser la caja la propietaria del banco.
La segregación se hizo de forma transparente a los clientes, ya que aunque ya no fuera la caja de ahorros la que ejercía la actividad bancaria, el nuevo banco decidió seguir usando la marca comercial "CatalunyaCaixa" para seguir operando, por lo que no se modificó ningún elemento de imagen corporativa de cara a los clientes minoristas.

### Nacionalización y pérdida del control de Catalunya Banc
El 30 de septiembre de 2011 finalizaba el plazo establecido en el Decreto Ley 2/2011 para la recapitalización privada de las entidades de crédito. Catalunya Banc no había logrado el capital necesario, por lo que el FROB acometió una nueva intervención en el banco. Esta segunda intervención consistió en una aportación de capital de 1.718 millones de euros, lo que supuso en la práctica la nacionalización de Catalunya Banc, al alcanzar la agencia pública una participación del 89,74% del capital del banco.
El 17 de diciembre de 2012, el FROB anunció que se quedaría con todo el capital de Catalunya Banc por un euro al mismo tiempo que convirtió en acciones ordinarias los 1.250 millones de euros de participaciones preferentes de CatalunyaCaixa que suscribió en 2010. Estos acuerdos fueron adoptados con la finalidad de que Catalunya Banc recibiera los 9.084 millones de euros aprobados por Bruselas.
Esta situación provocó que CatalunyaCaixa dejase de ser la propietaria del banco que ella misma había constituido, y por ende perdía cualquier control y relación con el banco que llevaba su nombre. Asimismo, la pérdida del control sobre el banco suponía para la caja de ahorros la pérdida de su única fuente de ingresos con los que mantener su obra social.

### Transformación en la Fundació Catalunya-La Pedrera
Debido a la pérdida del negocio bancario, la caja de ahorros, en la línea con las recomendaciones de la comisión europea y el gobierno de España, constituyó un proceso, tutelado por la Generalidad de Cataluña bajo las directrices del texto refundido de la Ley de cajas de ahorros de Cataluña, por la cual la caja se transformaría en una fundación especial bajo el protectorado de la Generalidad, con el fin de que la fundación se encargara de gestionar el patrimonio cultural y la obra social que hasta ese momento venía desarrollando la caja.
Así, el 28 de diciembre de 2012, nació la primera fundación de régimen especial fruto de la transformación de una caja de ahorros, a la cual se nombró Fundació Catalunya-La Pedrera. Ese mismo día se aprobó la carta fundacional, se registró la nueva entidad y se nombró el primer patronato de la fundación. De esta manera, se aseguró el mantenimiento de la obra social gracias a los recursos que genera su patrimonio, sus reservas y las aportaciones de los futuros mecenas de la fundación de carácter especial. El Govern de Catalunya sería el encargado de gestionar la obra social.
La sede de la fundación se situó en la Casa Milà, conocida popularmente como «La Pedrera», un edificio singular construido por el arquitecto Antoni Gaudí y declarado Patrimonio Mundial de la Unesco. Actualmente la Fundació Catalunya-La Pedrera es el propietario de la Casa Milà.